# 반어

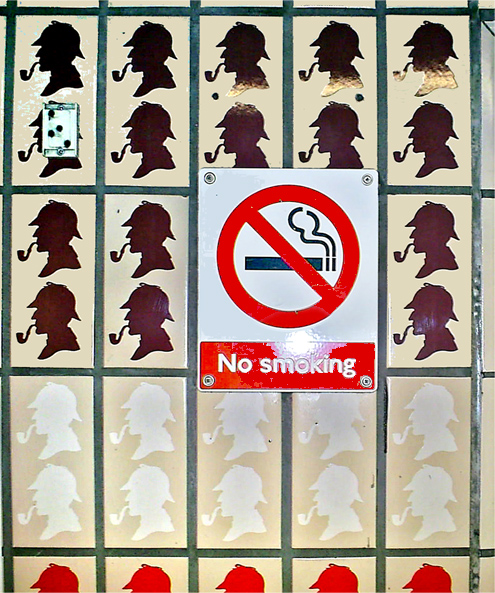
'금연(No Smoking)'이라고 적힌 안내판 뒤에는 파이프를 문 탐정 그림이 새겨진 타일이 있다.

반어(反語) 또는 아이러니(Irony)는 표현의 효과를 높이기 위해 실제와 반대되는 의미로 하는 말이다. 이렇게 말하는 방법을 반어법이라 한다.
스스로는 무식한 체하면서 사람들의 아는 체하는 가면을 문답법으로 폭로한 소크라테스의 에이로네이아(짓궂음·야유)에서 유래하였다. 간접적인 문어적(文語的) 표현을 취하므로 사람들의 자각을 촉구하는 부정(否定)의 힘이 강하며, 같은 간접적인 표현을 하면서도 유머의 긍정적인 평온성에 비하여 가시돋친 준열성을 지닌다.

## 어원
‘아이러니’라는 용어는 그리스 아리스토파네스의 희극 중 등장인물인 ‘에이론’(Eiron)에서 나온 말이다. 영리한 에이론은 그의 재치로 적수인 허풍쟁이 등장인물인 ‘알라존’(Alazon)에 매번 승리를 거둔다. 플라톤의 대화편에 나오는 소크라테스적 반어법은 이 희극에서 기원을 두고 있다.

## 아이러니

### 극적 아이러니
극적 아이러니는 적어도 극의 등장인물 중 한 명은 알지 못하는 정보를 관객을 이미 알고 있어서 생기는 아이러니를 의미한다. 1833년 코놉 설월은 자신의 1833년 논문 "소포클레스의 아이러니에서"에서 극 속 아이러니의 역할을 처음으로 강조했다.

## 같이 보기
- 역설
- 딜레마